# Stuart Gilmore
Stuart Gilmore  (* 8. März 1909 in Tombstone, Arizona; † 19. November 1971 in Los Angeles, Kalifornien) war ein US-amerikanischer Filmeditor und Filmregisseur.

## Leben
Der aus Arizona stammende Gilmore stieß im Jahre 1928 zum Film und arbeitete zunächst als Assistent in der Schnitt-Abteilung der Produktionsfirma Paramount Pictures. Neun Jahre darauf rückte er zum Filmeditor auf.
Seitdem Stuart 1937 erstmals den Filmschnitt der Komödie-B-Movies Wild Money eigenverantwortlich durchführte, kann er auf über eine drei Jahrzehnte umspannende Karriere und über 40 Filmschnitte zurückschauen, wobei insbesondere die Montage der Filme Alamo, Airport und Andromeda – Tödlicher Staub aus dem All hervorzuheben ist, da er für diese jeweils mit einer Oscarnominierung des Besten Schnitts bedacht wurde. Außerdem drehte Gilmore mehrere Filme als Regisseur, darunter sein Debütfilm Der Mann aus Virginia und An der Spitze der Apachen, sowie Captive Women.
Stuart Gilmore ist der Vater des Filmproduzenten William S. Gilmore.

## Filmografie (Auswahl)
- 1937: Wild Money
- 1939: Scotland Yard erlässt Haftbefehl (Arrest Bulldog Drummond)
- 1941: Die Falschspielerin (The Lady Eve)
- 1941: Sullivans Reisen (Sullivan’s Travels)
- 1942: Atemlos nach Florida (The Palm Beach Story)
- 1944: Heil dem siegreichen Helden (Hail the Conquering Hero)
- 1944: Sensation in Morgan’s Creek (The Miracle of Morgan's Creek)
- 1946: Der Weg nach Utopia (Road to Utopia)
- 1946: Der Mann aus Virginia (The Virginian)
- 1952: An der Spitze der Apachen (The Half-Breed)
- 1952: Captive Women
- 1957: Duell im Atlantik (The Enemy Below)
- 1958: Der Barbar und die Geisha (The Barbarian and the Geisha)
- 1958: Kampfflieger (The Hunters)
- 1959: Die Reise zum Mittelpunkt der Erde (Journey to the Center of the Earth)
- 1959: Ferien für Verliebte (Holiday for Lovers)
- 1959: Fluch des Südens (The Sound and the Fury)
- 1960: Alamo (The Alamo)
- 1962: Hatari!
- 1962: Kid Galahad – Harte Fäuste, heiße Liebe (Kid Galahad)
- 1962: Spiel zu zweit (Two for the Seesaw)
- 1963: Puppen unterm Dach (Toys in the Attic)
- 1964: Ein Goldfisch an der Leine (Man’s Favorite Sport?)
- 1964: Henrys Liebesleben (The World of Henry Orient)
- 1965: Nymphomania (A Rage to Live)
- 1965: Rote Linie 7000 (Red Line 7000)
- 1966: Hawaii
- 1967: Modern Millie – Reicher Mann gesucht (Thoroughly Modern Millie)
- 1968: Deine, meine, unsere (Yours, Mine and Ours)
- 1969: Sweet Charity
- 1970: Airport
- 1971: Andromeda – Tödlicher Staub aus dem All (The Andromeda Strain)

## Auszeichnungen
Oscar
- 1961: Nominierung für den Besten Schnitt von Alamo
- 1971: Nominierung für den Besten Schnitt von Airport
- 1972: Nominierung für den Besten Schnitt von Andromeda – Tödlicher Staub aus dem All